# Nina Frausing Pedersen
Nina Frausing Pedersen (* 20. Juni 1991 in Kopenhagen) ist eine dänische Fußballspielerin.

## Leben
Frausing Pedersen wurde 1991 in Kopenhagen geboren, wuchs jedoch in Silkeborg auf, wo sie bis 2010 das Silkeborg Gymnasium besuchte. Pedersen studierte vier Jahre lang in den Vereinigten Staaten das Fach Internationaler Handel & Entwicklung; anfangs zwei Jahre an der University of Texas at Austin und anschließend zwei Jahre an der University of California, Berkeley, wo sie im Frühjahr 2014 im Bereich International Business and Entrepreneurship abschloss.

### Karriere

#### Im Verein
Frausing Pedersen startete ihre Karriere beim IK Skovbakken, wo sie im Sommer 2008 in die erste Mannschaft aufrückte. Nach einer Saison bei Skovbakken entschied sie sich für ein Studium in den Vereinigten Staaten. So spielte sie für zwei Jahre bei den Texas Longhorns, dem Frauenfußballteam der University of Texas at Austin und von 2012 bis zum Frühjahr 2014 für die Golden Bears, dem Sportteam der University of California, Berkeley. Nach insgesamt fünf Jahren in den USA kehrte sie im Sommer 2014 nach Europa zurück und unterschrieb einen Vertrag in England beim Liverpool LFC. Nachdem sie in acht Spielen der FAI Premier League zum Einsatz gekommen war, entschied sie sich im Januar 2015 für ein Wechsel nach Deutschland. Sie unterschrieb am 5. Januar 2015 beim 1. FFC Turbine Potsdam einen Vertrag bis zum 30. Juni 2016. Am 15. Februar 2015 feierte Frausing Pedersen bei einer 1:5-Niederlage gegen den 1. FFC Frankfurt ihr Debüt für Potsdam in der Frauen-Bundesliga. Am Ende der Saison wurde ihr Vertrag aufgelöst und sie spielte kurzzeitig bei Fortuna Hjørring und dem FC Rosengård. In der Saison 2016/17 war Frausing Pedersen beim australischen Erstligisten Brisbane Roar aktiv.

#### International
Die Innenverteidigerin spielte neben ihrer Vereinskarriere in der dänischen U-17-Fußballnationalmannschaft, mit der sie die U-17-Fußball-Weltmeisterschaft der Frauen 2008 in Neuseeland spielte. Zudem lief sie in mehreren Spielen der U-19 und U-23 Dänemarks auf. Am 31. Juli 2014 wurde sie erstmals für die dänische A-Nationalmannschaft nominiert. Sie feierte ihr Debüt am 21. August 2014 im Alter von 23 Jahren bei einem 1:0-Sieg über die Isländische Fußballnationalmannschaft der Frauen.